# Laborecká niva
Laborecká niva je geomorfologický podcelek Východoslovenské pahorkatiny. Nachází se v povodí Laborce, přibližně mezi městy Strážske a Michalovce.

## Vymezení
Podcelek zabírá rovinatou část obou břehů Laborce ve střední části Východoslovenské pahorkatiny. Severním směrem nivu vymezují Humenské vrchy (podcelek Vihorlatských vrchů), jižním směrem rovinaté území pokračuje Východoslovenskou rovinou s podcelkem Laborecká rovina. Východoslovenská pahorkatina pokračuje západním směrem Pozdišovským chrbátem, východním směrem se země vlní do Podvihorlatské pahorkatiny. 

## ̠Osídlení
Rovinaté území poblíž řeky je osídlené zejména v linii hlavní silnice I / 18, vedoucí severo-jižním směrem. Na severozápadním okraji leží město Strážske.

## Doprava
Na severním okraji se při Strážském kříží silnice I / 18 (vede nivou ve směru Vranov nad Topľou - Michalovce ) a I / 74 (Strážske - Humenné). V Strážském se kříží i železniční tratě Prešov - Humenné a Michalovce - Humenné. 